# Laurena Marisol Lehrich
Laurena Marisol Lehrich (* 13. Juli 2005 in Bensberg, Nordrhein-Westfalen) ist eine deutsche Jugend- und Nachwuchsschauspielerin.

## Leben
Laurena Marisol Lehrich sammelte erste Bühnenerfahrungen als Siebenjährige bei Klavierkonzerten und Theaterauftritten. Von 2015 bis 2020 besuchte sie die Juniorhouse Schauspielschule für Kinder und Jugendliche in Köln.
Ihr Filmdebüt gab sie 2017 in der RTL-Fernsehserie „Beste Schwestern“, in der sie bis zur zweiten Staffel in der durchgehenden Hauptrolle, Marie Gumpert, zu sehen war. Die Serie wurde 2018 mit dem deutschen Comedypreis ausgezeichnet.
Im selben Jahr stand sie für den Kinofilm „Meine teuflisch gute Freundin“ vor der Kamera.
Im Jahr 2020 spielte sie in der RTL-Fernsehserie „Unter Uns“ die Episodenhauptrolle Lotta Sturm.
Seit 2021 macht sie eine Schauspielausbildung bei „The London Academy for Music & Dramatic Arts (LAMDA)“.

## Filmografie
- 2018: Meine teuflisch gute Freundin (Kinofilm)
- 2018–2019: Beste Schwestern (Fernsehserie, 16 Episoden)
- 2020: Unter uns (Fernsehserie, 27 Episoden)

## Theater
- 2016: Das Geigenversteck, Juniorhouse Schauspielschule, Köln
- 2018: Hinter geschlossenen Türen, Juniorhouse Schauspielschule, Köln
- 2018: Alice, Juniorhouse Schauspielschule, Köln
- 2019: The Seven Ages of Man, William Shakespeare, Sylvia Young Theatre School, London
- 2022: Things I know to be true, Andrew Bovell, LAMDA
- 2022: Antigone, Sophocles, LAMDA
- 2022: The Parent Trap, David Swift, LAMDA
- 2022: Shakespeare in Love, Christopher Lee Theatre, UK